# Città alpina dell'anno

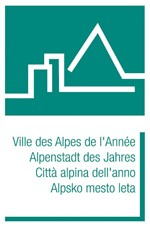
Logo associativo

Città alpina dell'anno è un riconoscimento conferito alle città dello spazio alpino che si distinguono per il particolare impegno per l'attuazione della Convenzione delle Alpi e lo sviluppo sostenibile. Le Città alpine dell'anno sono organizzate nell'omonima associazione internazionale.

## Il riconoscimento
Il titolo di Città alpina dell'anno viene assegnato annualmente dall'Assemblea dei soci dell'associazione su suggerimento della Giuria. La Giuria verifica innanzitutto la sostenibilità ecologica, sociale ed economica dei progetti e dei programmi dei candidati. Tutte le città comprese all'interno del perimetro della Convenzione delle Alpi possono candidarsi al titolo. 
La Città alpina dell'anno designata organizza, almeno sei mesi prima dell'anno in cui sarà detentrice del titolo, un seminario in cui presenta il programma. Durante l'anno della Città alpina vengono organizzate almeno tre manifestazioni internazionali e realizzati due progetti sostenibili. 
Il riconoscimento e la cooperazione al di là delle barriere linguistiche e geografiche attira sulle città l'attenzione pubblica, fa conoscere gli sforzi compiuti verso uno sviluppo sostenibile e rafforza il senso di appartenenza al loro interno. La Città alpina dell'anno può anche promuovere l'attuazione di progetti: il parco naturale di Dobratsch a Villaco è diventato realtà da un'idea sorta nell'ambito della Città alpina.

### Obiettivi
L'associazione Città alpina dell'anno si pone cinque obiettivi:
- Rafforzare la coscienza per lo spazio vitale e naturale delle Alpi.
- Favorire la partecipazione della popolazione coinvolgendo gli abitanti nel programma e nei progetti dell'anno della Città alpina.
- Consolidare i ponti con la regione attraverso la cooperazione con il territorio circostante.
- Dare un'impronta sostenibile al futuro, mettendo in pratica il principio di fondo della Convenzione delle Alpi attraverso progetti concreti.
- Sviluppare la collaborazione con le città nel territorio alpino.

## L'associazione
Le città insignite del titolo di Città alpina dell'anno collaborano con l'associazione Città alpina dell'anno. L'associazione ha sede a Schaan, nel Liechtenstein.

### Giuria
La Giuria verifica le candidature e propone all'Assemblea dei soci la prossima “Città alpina dell'anno”. La Giuria offre inoltre consulenza alle città su questioni di contenuto e riceve da loro il rapporto conclusivo. La Giuria è costituita da tre rappresentanti di diverse organizzazioni competenti attive a livello alpino e viene eletta ogni due anni dall'Assemblea dei soci.
La giuria è composta da differenti rappresentanti delle associazioni presenti in seno alle Alpi come la CIPRA, Alleanza nelle Alpi, Pro Vita Alpina.

### Assemblea dei soci
I rappresentanti delle Città alpine dell'anno si incontrano due volte all'anno in una città diversa. L'Assemblea dei soci elegge la Città alpina dell'anno, la Giuria, il Comitato direttivo e stabilisce l'orientamento generale dell'associazione. L'Assemblea dei soci serve anche a favorire uno scambio personale e diretto tra le città al di là della barriere linguistiche.

### Comitato direttivo
È composto da tre a cinque membri scelti tra i sindaci della città, o loro legittimi rappresentanti. Il Comitato direttivo svolge l'ordinaria amministrazione dell'associazione. Attualmente i membri del Comitato direttivo sono Patrizia Trincanato (assessore, Bolzano), Hubert Buhl (assessore, Sonthofen), Bojan Sever (vicepresidente, Idrija) e Thierry Billet (presidente, Annecy).

### Consulente
Ogni città nomina una persona di contatto e un consulente. Questa figura rappresenta l'interfaccia tra la città di appartenenza, gli altri membri e il segretariato. È inoltre responsabile dell'attuazione degli obiettivi dell'associazione nella propria città.

### Segretariato
È responsabile dell'ordinaria amministrazione dell'associazione. Dal 2003 l'incarico di segretariato dell'associazione è assunto dalla CIPRA, Commissione Internazionale per la Protezione delle Alpi. La CIPRA è inoltre rappresentata nella Giuria dalla fondazione dell'associazione nel 1997.

## Progetti
Ogni Città alpina, nell'anno in cui detiene il titolo, realizza almeno due progetti che corrispondono agli obiettivi dell'associazione. I progetti sono raccolti in una banca dati online. Altri progetti vengono inoltre presentati regolarmente nella newsletter dell'associazione pubblicata in quattro lingue.
L'associazione Città alpina dell'anno è partner progettuale del progetto Alpine Space Alpstar. L'obiettivo del progetto è rendere le Alpi una regione climaneutrale. Il progetto è iniziato nel luglio 2011 e si concluderà nel marzo 2014.

## Cooperazioni

### Convenzione delle Alpi
Dal 2008 è in corso un accordo di cooperazione permanente tra il Segretariato permanente della Convenzione delle Alpi e l'associazione Città alpina dell'anno (Memorandum of Understanding). Dal 2011 l'associazione è osservatrice ufficiale presso la Convenzione delle Alpi, partecipa perciò agli incontri del Comitato permanente e alla Conferenza delle Alpi, che si tiene ogni due anni. Non ha diritto di voto, ma può avanzare direttamente le proprie proposte ai decisori politici.

### Rete di comuni Alleanza nelle Alpi
Tra la Rete di comuni Alleanza nelle Alpi e l'associazione si svolge un regolare scambio di informazioni, ad esempio si tengono riunioni congiunte dei Comitati direttivi delle due associazioni. Inoltre, alcune città fanno parte di entrambe le reti, come ad esempio Sonthofen e Annecy.

### CIPRA – Commissione Internazionale per la Protezione delle Alpi
Dal 2003 la CIPRA ha assunto l'incarico di segretariato dell'associazione e, dalla fondazione dell'associazione, è rappresentata nella Giuria. L'associazione e la CIPRA organizzano anche manifestazioni comuni, ad esempio un convegno internazionale a Lecco (Italia) nel 2013.

## Città designate

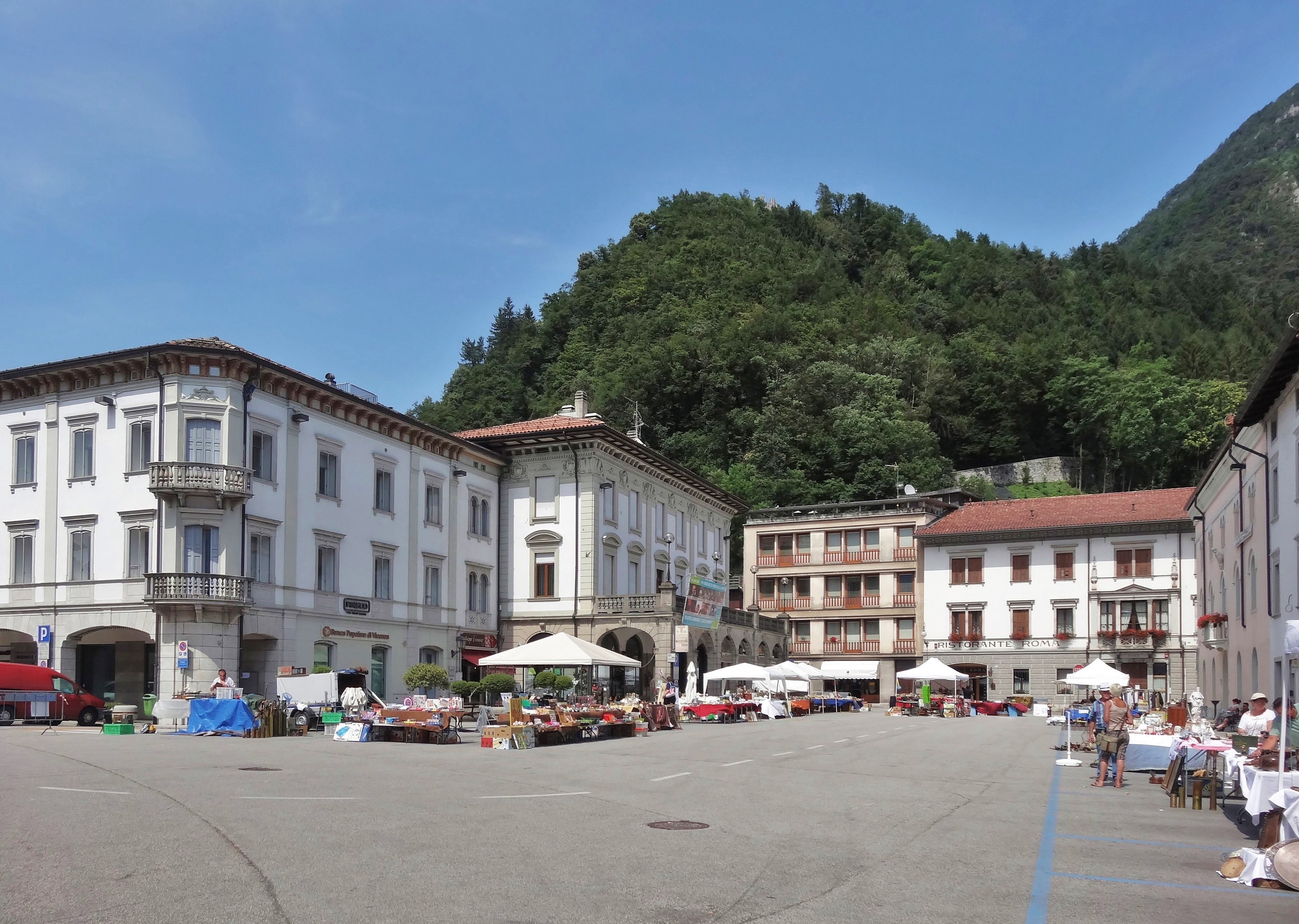
Tolmezzo, città alpina dell'anno 2017

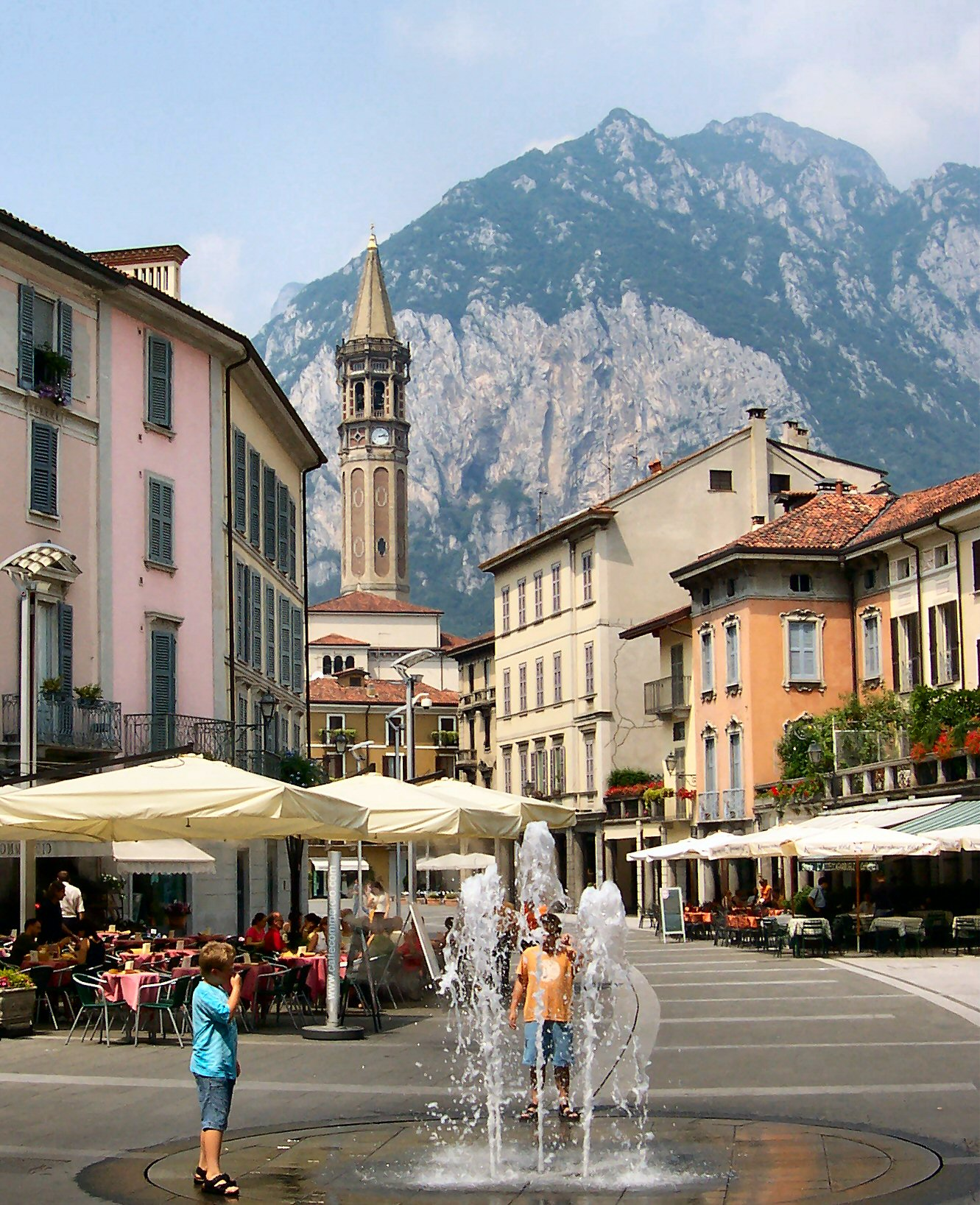
Lecco, città alpina dell'anno 2013

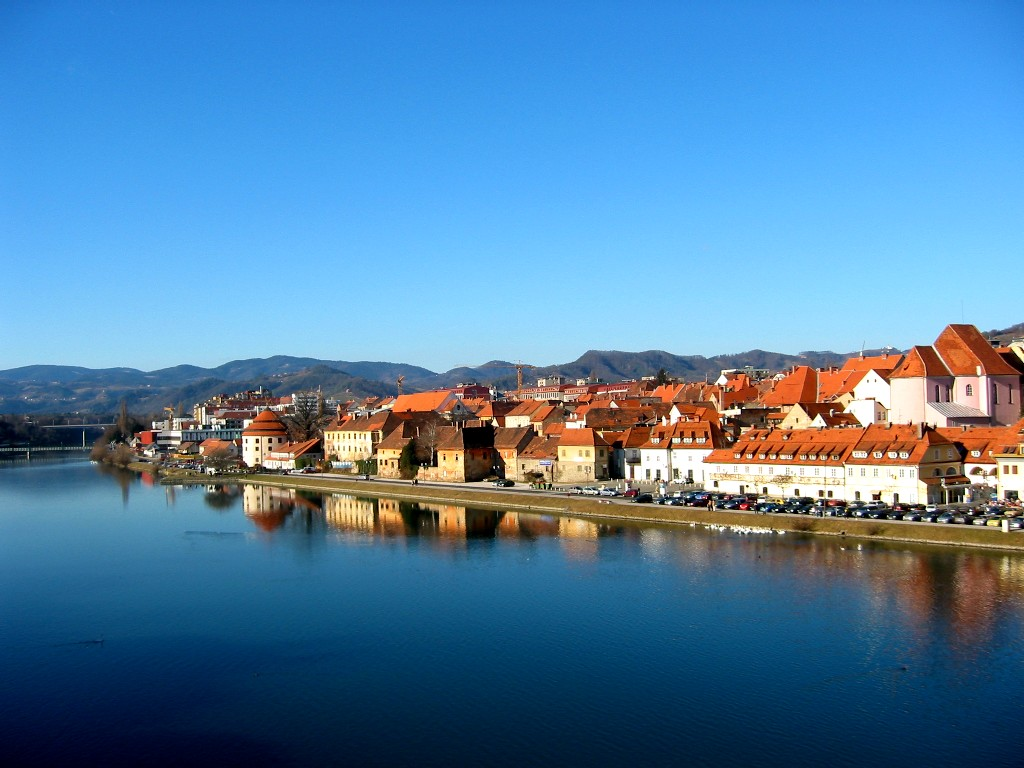
Maribor, città alpina dell'anno 2000

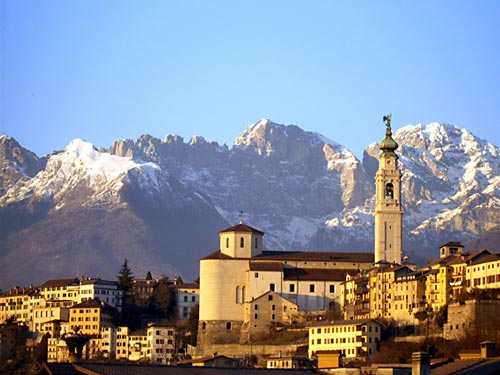
Belluno, città alpina dell'anno 1999

- 1997:  Villach
- 1998: non designata
- 1999:  Belluno
- 2000:  Maribor
- 2001:  Bad Reichenhall
- 2002:  Gap
- 2003:  Herisau
- 2004:  Trento
- 2005:  Sonthofen
- 2006:  Chambéry
- 2007:  Sondrio
- 2008:  Briga-Glis
- 2009:  Bolzano
- 2010:  Bad Aussee
- 2011:  Idria
- 2012:  Annecy
- 2013:  Lecco
- 2014: non designata
- 2015:  Chamonix-Mont-Blanc
- 2016:  Tolmino
- 2017:  Tolmezzo
- 2018:  Bressanone
- 2019:  Morbegno
- 2020: non designata
- 2021:  Biella
- 2022:  Passy
- 2023: non designata
- 2024:  Cuneo